# Cidade Velha
Cidade Velha (portugisiska för "gammal stad"), eller kort Sidadi på Kap Verde-kreol, är ett samhälle 15 km från Kap Verdes huvudstad Praia på ön Santiago. Det är den äldsta bosättningen i Kap Verde och var tidigare landets huvudstad. Dess ursprungliga namn var Ribeira Grande. Detta ändrades till Cidade Velha för att undvika förväxling med ett annat Ribeira Grande på en annan ö.

## Historia
Efter det att ön upptäckts, gavs staden namnet Ribeira Grande (portugisiska för stor flod) av António da Noli 1462. År 1466 blev bosättningen en viktig hamn för slavhandeln mellan Guinea-Bissau och Sierra Leone till Brasilien och Karibien. Transkontinental slavhandel gjorde Cidade Velha till den näst rikaste staden i den portugisiska sfären.
Cidade Velhas hamn var en stopplats för två stora navigatörer: Vasco da Gama, 1497, på sin väg till Indien, och Columbus, 1498, på sin tredje resa till amerika.
Cidade Velha har den äldsta koloniala kyrkan i världen, uppförd 1495. Fortet Real de São Filipe överblickar staden. Detta uppfördes 1590 för att försvara den portugisiska kolonin mot attacker från franska och engelska styrkor. Staden blev dock plundrad av franska pirater 1712. Huvudstaden flyttade 1770 till Praia.

## Demografi
Enligt 1990 års befolkningsdata, hade Cidade Velha 2 148 invånare.
| Cidade Velhas befolkning 1990–2005. | Cidade Velhas befolkning 1990–2005. | Cidade Velhas befolkning 1990–2005. |
| ----------------------------------- | ----------------------------------- | ----------------------------------- |
| 1990                                | 2000                                | 2005                                |
| 2 148                               | —                                   | —                                   |